# Hoplia shirakii
Hoplia shirakii är en skalbaggsart som beskrevs av Shuhei Nomura 1959. Hoplia shirakii ingår i släktet Hoplia och familjen Melolonthidae. Inga underarter finns listade i Catalogue of Life.